# كارمن بيريرا
كارمن بيريرا (بالبرتغالية: Carmen Pereira‏) (و. 1931 – م - 4 يونيو 2016) هي سياسية من غينيا بيساو ولدت في بيساو.